# Райозеро
Ра́йозеро —  село в Україні, у Оржицькій селищній громаді Лубенського району Полтавської області. Населення становить 563 осіб. До 2020 орган місцевого самоврядування — Райозерська сільська рада.

## Географія
Село Райозеро знаходиться на берегах річки Іржавець, вище за течією на відстані 3,5 км розташоване село Несено-Іржавець, нижче за течією на відстані 1,5 км розташоване село Полуніївка. Річка в цьому місці пересихає, на ній зроблено кілька загат. Через село проходить автомобільна дорога Т 1713.

## Історія
В кінці ХVIII ст. один з місцевих хуторів із землями довкола нього було подаровано вихідцеві з Німеччини генералу Вікентію фон Рейзеру. Звідси й пішла назва Рейзерове. 3 1946р. поселення перейменоване на Райозеро, що іноді пов'язують з великим ставком, що був у селі.
12 червня 2020 року, відповідно до розпорядження Кабінету Міністрів України № 721-р «Про визначення адміністративних центрів та затвердження територій територіальних громад Полтавської області», село увійшло до складу Оржицької селищної громади.
19 липня 2020 року, в результаті адміністративно - територіальної реформи та ліквідації  Оржицького району, село увійшло до складу новоутвореного Лубенського району.

## Символіка
Затверджена 23 березня 2007р. рішенням сесії сільської ради. Автор - С.Дерев'янко.

### Герб
На лазуровому полі з срібною широкою облямівкою срібний лебідь з піднятими крильми стоїть над трьома ліліям - двома золотими і однією срібною. Щит обрамований декоративним картушем i увінчаний золотою сільською короною.
Білий лебідь і лілеї є символами чистоти і з лазуровим полем уособлюють легенду про мальовниче місцеве озеро - райський куточок. Срібна лілея - символ Богородиці, покровительки села, оскільки храмове свято припадає на Успіня Пресвятої Богородиці (28 серпня). Дві золоті лілеї означають два населені пункти, підпорядковані сільській раді.

### Прапор
Квадратне синє полотнище, на якому білий лебідь із піднятими крильми, по периметру йде біла лиштва (завширшки в 1/10 сторони прапора).

## Економіка
- «Райозеро», сільськогосподарське ТОВ.
- ПП «Приват Агро».

## Об'єкти соціальної сфери
- Школа.